# Maison Delcourt
La maison Delcourt (aussi appelée Villa Neutra) est un bâtiment situé à Croix, dans le département français du Nord. Le bâtiment est une commande de Marcel Delcourt, industriel roubaisien du textile et patron des 3 Suisses, et construit sur les plans de l'architecte américano-autrichien Richard Neutra.

## Historique
La villa a été construite en 1968, et elle est le dernier édifice réalisé par Richard Neutra, et le seul sur le sol français. Elle a été conservée par le premier propriétaire jusqu'en 1995, puis a été vendue à Bruno et Brigitte Ernst, les actuels propriétaires.
La maison est inscrite au titre des monuments historiques depuis le 28 juillet 2000.

## Description
La villa est située à proximité du Parc Barbieux, et est proche de la Villa Cavrois, un des chefs-d'œuvre de Robert Mallet-Stevens. Elle n'a quasiment pas changé depuis sa construction.
Richard Neutra a conçu la villa selon son principe de la maison de prairie, et donc elle est blottie dans une clairière, au pied d'un arbre énorme, en imbriquant architecture et nature. Elle consiste en une longue maison vitrée de plain-pied au rez-de-chaussée transparent de part en part, couverte d'une terrasse sur laquelle un bassin rectangulaire reflète les baies d'un étage partiel. Sa surface est de 450 m².